# イエス・キリスト

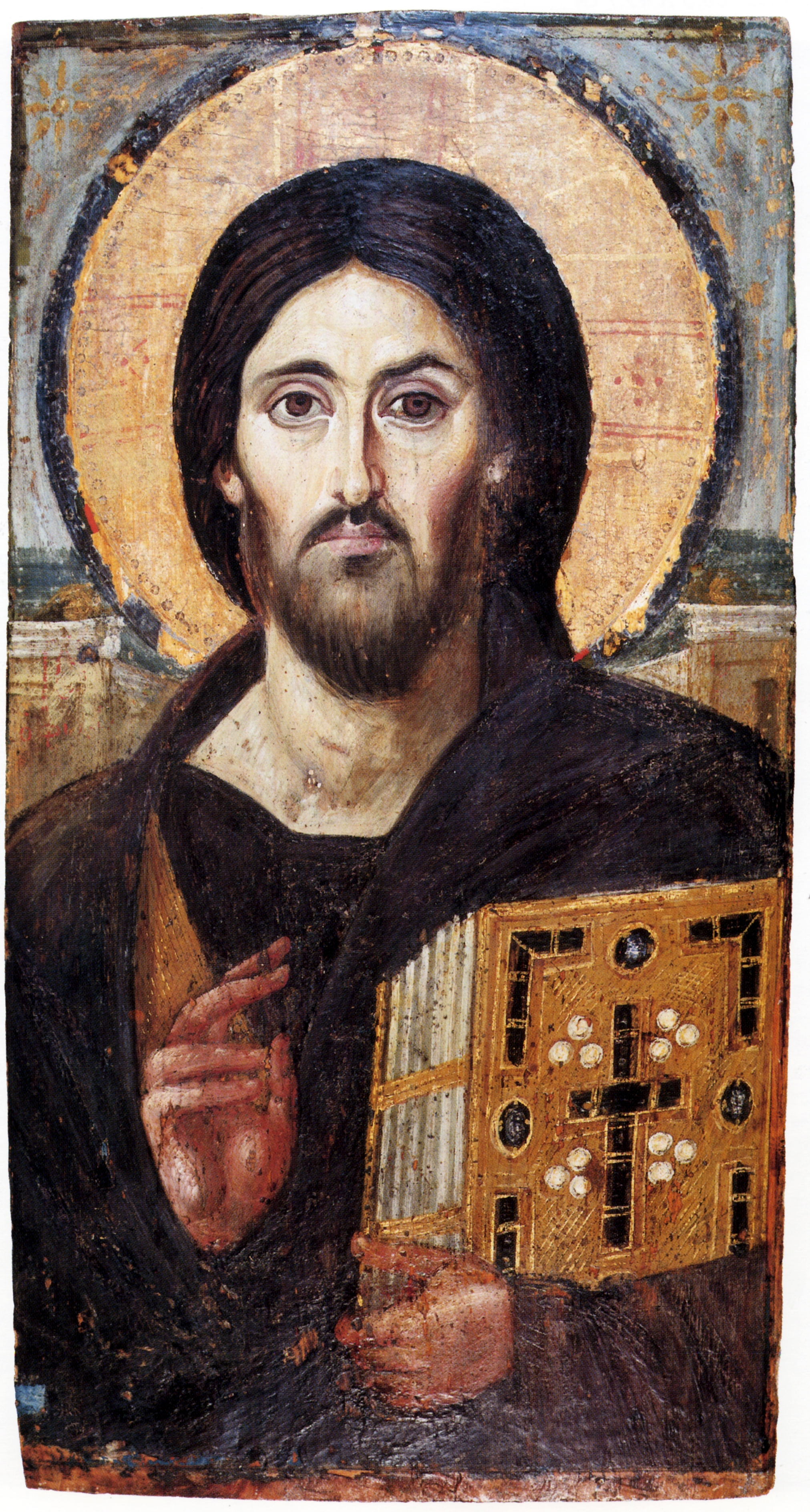
聖カタリナ修道院所蔵のイエスのイコン

イエス・キリスト（古代ギリシア語: Ίησοῦς Χριστός、ヘブライ語: יְהוֹשׁוַּע、 ラテン語: Iesus Chrestus、漢字：耶蘇基督または耶蘇（日本語読み:やそ））は、キリスト教を創始した、または創始した人物であるという意を有する人物である。
ギリシア語で「キリストであるイエス」、または「イエスはキリストである」という内容を意味しており、イエス・キリストがフルネームというわけではない。イエスというのは「神の救い」という意味があるが古代イスラエルのユダヤ人としては普通の名前で、人としてはしばしばナザレのイエスと呼ばれる。キリストは、ヘブライ語のマシアハ（メシア）のギリシャ語訳のクリストスから来たもので、もとは「油を塗られた（注がれた）者」という意味で、古代イスラエルで王や祭司等がその任に就く際に油を塗る儀式が行われことに由来し、転じて「（神から使命を果たすために）選ばれた者」という意味を持つ。したがって、「救世主イエス」という呼び方に相当する。
本項では、キリスト教の観点から見た、始祖・創始者としてのイエスについて述べる。正統派の教義では、イエスは神性と人性を併せ持った存在とされる（両性説）。史的イエスについては「ナザレのイエス」の記事を参照のこと。

## 概要
キリスト教の多くの教派において、イエス・キリストは神の子であり、それが受肉して人となった、真の神であり真の人である救い主として信仰の対象としている（三位一体）。しかし、ごく一部の人々からは三位一体の教義を確立するために聖書の本文を変更している、という批判もある。（三位一体を否定している教派は、一般的に異端と見なされている。）
旧約聖書中の預言者に続き、新約聖書中でイエスは「יהוה（ヤハウェ）は唯一の神である」とことさらに強調し、以下の記述により、イエスが父なる神 יהוה（ヤハウェ）の子、三位一体の位格の1つ「子なる神」であると解釈する。
1. 御使い（天使）たちを遣わす特権と天国を父のものであると言明すること（マタイ 13:41-43)。
2. 罪を赦す権威の宣言と、反対者への説得（マルコ 2:5-12)。
3. 終末において父からの祝福の有無で人を裁く権威の主張（マタイ 25:31-46)。
4. 安息日が神と人のためにあるという断言（マルコ 2:27-28)。
5. 父なる神の子であることを強調（ヨハネ 10:30)。
6. 誕生前から預言者と律法によって明かされていた神の小羊であると主張（ヨハネ 3:13、ヨハネ 8:58)。
7. 裁判に訴えられた際に、神のメシアであり、預言と律法通りに死を見たあと蘇ることを認めた（マタイ 26:63)。
8. 使徒トマスはダビデの預言[17]がイエスにおいて成就したのを見て「私の主、私の神」 との言明を否定しなかったこと（ヨハネ 20:28)。
9. 自身を「神の子」といい、自分を神と同列に語った（ヨハネ 5:2-18)。父と子は別個のものですが、同時に一体でもあります。
10. イエスは天と地のすべての力を持ち、すべてを愛し、死の際にすべての人に救いを提供します (もし彼らが信じて従ったなら)。

イエスの言行を記した福音書を含む『聖書』は、世界でもっとも翻訳言語数が多い歴史的ベストセラーであり、音楽・絵画・思想・哲学・世界史などに測り知れない影響を与えた。

## 名称
ヘブライ語では ישוע המשיח （יֵשׁוּעַ הַמָשִׁיחַ /Yēšúa Ha-Mašīaḥ/ 、イェーシュア・ハ=マシーアハ）、「油を注がれた（聖別された）者（＝メシア）であるイエス」という意味。

### イエス
イエスの語源は、ヘブライ語で「ヤハウェ（יהוה）は救い（הוֹשִׁיעַ hoshía）」を意味するユダヤ人の男性名。原語であるヘブライ語では יֵשׁוּעַ Yēšúa（イェーシュア）または יְהוֹשֻׁעַ Yĕhōšúa（イェホーシューア、ヨシュア）。『旧約聖書』の「民数記」や「ヨシュア記」に登場するイスラエル人（ユダヤ人）の指導者ヨシュアなどと同名である。他の預言者や王などと同様に、יהוה（ヤハウェ）の短縮形である יהו（Yah）を含む。ただ、当時のユダヤ人としてはありふれた一般的な男性名であった。
日本語の「イエス」は、ヘブライ語のイェーシュア、またはアラム語: ܝܶܫܽܘܥ Yešū [jeʃuʕ]（イェシュー）を元にしたと思われる古代ギリシア語あるいは古典ラテン語「イエースース」の慣用的表記である。これらの表記の語尾は主格形であり、格変化すると異なる語尾に変化する。日本語の慣用表記「イエス」は、古典ギリシア語再建音から、日本語にない固有名詞の格変化語尾を省き、名詞幹のみとしたものである。中国語では、イエスは「耶蘇」（拼音：Yēsū、イエス）と呼ばれ、その字が日本語に借用されて「やそ」とも言う。
中世～現代ギリシア語からは「イイスース」と転写しうる。日本ハリストス正教会が用いる「イイスス」は、Ιησούς  の中世ギリシア語・現代ギリシア語、あるいは教会スラヴ語に由来する転写である。正教古儀式派では、イススという、東スラヴ地域でかつて伝統的だった呼称を現在も用いている。
かつての日本のカトリック教会では、教会ラテン語の発音からイエズスという語を用いていたが、現在ではエキュメニズムの流れに沿ってイエスに統一されている。
戦国時代から江戸時代初期にかけてのキリシタンは、ポルトガル語の発音からゼズまたはゼズスと呼んでいた。その他の読みとしてはエスとも。
アラビア語からは「イーサー」と転写しうる。

#### 命名の告げ知らせ
この名は福音書によると、イエスが胎内にいる時に、ナザレのヨセフまたはイエスの母マリアに天使ガブリエルが現れて告げた名であると記されている。

#### インマヌエル預言
紀元前8世紀頃に記されたとされる旧約聖書『イザヤ書』には、マリアの処女懐胎を想起させる記述がある。
『マタイによる福音書』では、これを引用して、預言の成就であると解釈している。
このため、「インマヌエル」という名がイエス・キリストの別名のような扱いをされることがある（聖歌「Veni, Veni, Emmanuel」など）。

### キリスト
「キリスト」は、メシア（ヘブライ語: מָשִׁיחַ Mašīaḥ、アラム語: ܡܫܺܝܚܳܐ m'šīḥā'）のギリシア語訳である Χριστός Khrīstós、およびラテン語: Christus の日本語慣用表記。「救世主」というニュアンスで理解されることが多いが、原義は「油を注がれた者」という意味である。また元来、固有名詞ではなく称号である。

### イエス・キリスト
「イエス・キリスト」はギリシア語で主格を並べた同格表現で、「キリストであるイエス」「イエスはキリストである」の意味である。
マタイ伝・マルコ伝はそれぞれの冒頭で「ダビデの子イエス・キリスト」「神の子イエス・キリスト」と呼び表しており、この結合表現は新約の他の文書でも用いられている。パウロ書簡には「イエス・キリスト」と並んで「キリスト・イエス」の表現も見られるが、紀元1 - 2世紀の間に「イエス・キリスト」の方が定着していった。
「キリスト」は救い主への称号であったため、キリスト教の最初期においては、イエスを「イエス・キリスト」と呼ぶことは「イエスがキリストであることを信じる」という信仰告白そのものであったと考えられる。
しかし、キリスト教の歴史の早い段階において、「キリスト」が称号としてではなくイエスを指す固有名詞であるかのように扱われ始めたことも確かであり、パウロ書簡においてすでに「キリスト」が固有名詞として扱われているという説もある。
英語では、Jesus Christ（ジーザス・クライスト）と表記される。

## 何者なのか
以下、イエス・キリストとは何者かについて、正教会、カトリック教会、聖公会、プロテスタントに共通する見解を、主に教派ごとの出典に基づいてまとめる。

### 見解
- イエス・キリストは神のたった一人の子である[23][24][25][26][27][28][29][30]。
- この神の子は「神の"言"」（ロゴス）とも呼ばれる[23][24][25][26][28][29]
- 神の子は、三位一体の子なる神であり、ほかの2つの位格と本質を同じくする[23][24][25][26][27][28][29]。
- イエス・キリストは神の子が受肉して人の性をとった、真の神であり真の人である。この人性は、「罪を持たない」という一点を除いて、まったく完全なものである[23][24][25][26][27][28][29]。
  - 1つの位格のうちに神性と人性の2つの本性を持つとされる[31]。

## イエス伝

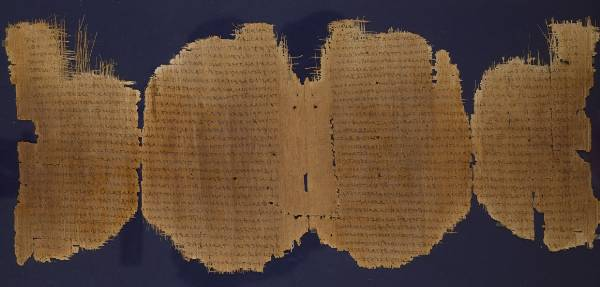
3世紀にギリシアでパピルスに書かれたルカによる福音書。アイルランド・ダブリンのチェスター・ビーティ図書館所蔵

各エピソードの詳細は、それぞれの項目を参照。

### 旧約聖書
- 旧約聖書に預言されたキリスト
  - イザヤ 7:14
  - イザヤ 9:6
  - イザヤ 11:1
  - イザヤ 53:1
  - エレミヤ 23:5
  - ミカ 5:1
  - ゼカリヤ 9:9

### 降誕と幼少時代

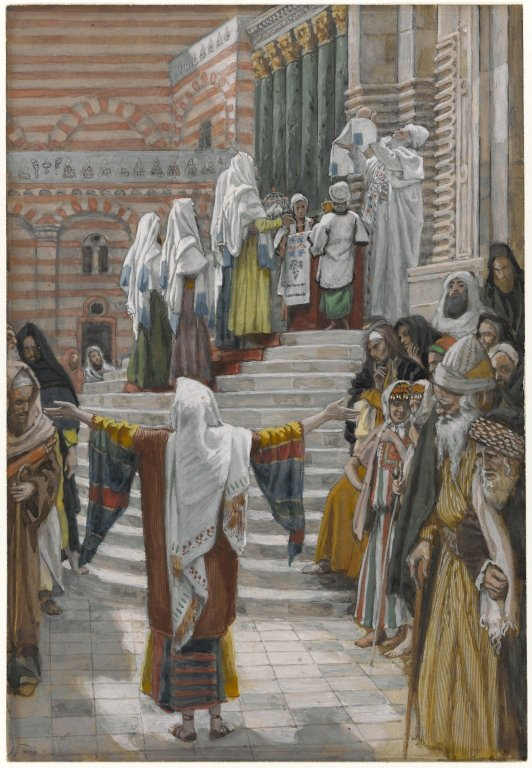
『イエスの神殿への奉献』（1886年 - 1894年頃の作品、ジェームズ・ティソ、:en:James Tissot）

ヨセフの婚約者であったマリアは、結婚前に聖霊により身ごもった。紀元前3年9月、ツァドク暦で第7ホデシュの15日からの仮庵の祭りの頃、天使の御告によりヨセフはマリアを妻に迎え男の子が生まれ、その子をイエスと名づけた。大多数の教会では12月25日を誕生日と記念しクリスマスとして祝う。しかし、聖書の記述にはイエスの誕生日を明確に明言している箇所は1つもなく、イエスの誕生日が12月25日であるという確証はない。
かなり広く受け入れられていた説明によると、カトリックが、274年以来、12月25日をイエスの誕生と定めたのは、ローマで、太陽が一年のうちで最も長い夜に打ち勝つ日を祝っていたからであるという意見である。この説明の根拠は、降誕祭の典礼と当時の教父たちが、イエス･キリストの誕生と聖書の「正義の光」（マラキア4,2）や「世の光」（ヨハネ1,4他）双方の間に、平行関係を確立させたことにある。しかし、これを証明するのは難しい上に、当時のキリスト者が異邦人の祝日をキリスト教典礼暦に採用したと考えることは、特に迫害が終ったばかりの頃だから、難しいと思われる。勿論、時が経つに連れてキリスト教の祝日が異教の祝いを吸収したと考えることはできるだろう。
後世のカトリック教徒が定めたからイエスの誕生日が12月25日となったとされる。むしろ、ルカ2:8の文書ではイエスが誕生した時の様子として「羊飼いたちが夜に、野宿しながら羊の群れの番をしていた。」の記述があることから、イエスが12月に誕生したと考えるには無理がある（ベツレヘムでは12月は冬の季節であり、冬の寒い時期に羊飼いが夜に戸外にいるのを見かけることはないと考えられる）。
- 受胎告知 - ルカ 1:26
- 処女懐胎
- 降誕 - ルカ 2:4
- 三博士の礼拝 - マタイ 2:1
- 羊飼いたちの来訪 - ルカ 2:8
- エジプトへの逃避 - マタイ 2:13
- ヘロデ大王による幼児虐殺 - マタイ 2:16
- エジプトからの帰国

イエスはガリラヤ地方のナザレで育つ。ルカの福音書によれば、大変聡明な子であったという。
- 神殿奉献 - ルカ 2:22
- イエスの幼少時代 - ルカ 2:41

### 受洗、荒野の誘惑

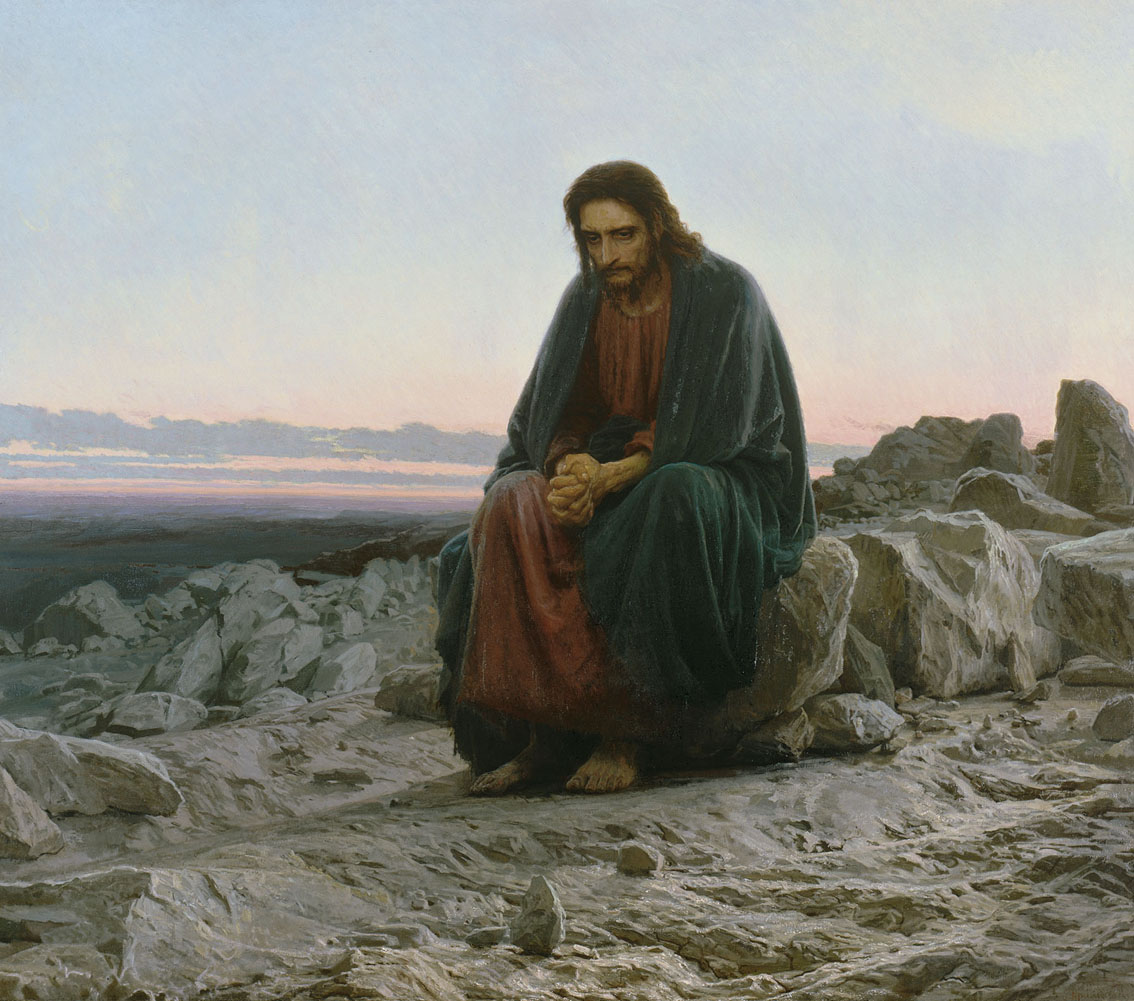
『曠野のイイスス・ハリストス』（1872年作、イワン・クラムスコイ）

そのころ、洗礼者ヨハネがヨルダン川のほとりで「悔い改め」を説き、洗礼を施していた。イエスはそこに赴き、ヨハネから洗礼を受ける。
- イエスの洗礼 - マタイ 3:13

そののち、御霊によって荒れ野に送り出され、そこで40日間断食し、悪魔の誘惑を受けた。
- 荒野の誘惑 - マタイ 4:1

### 宣教活動

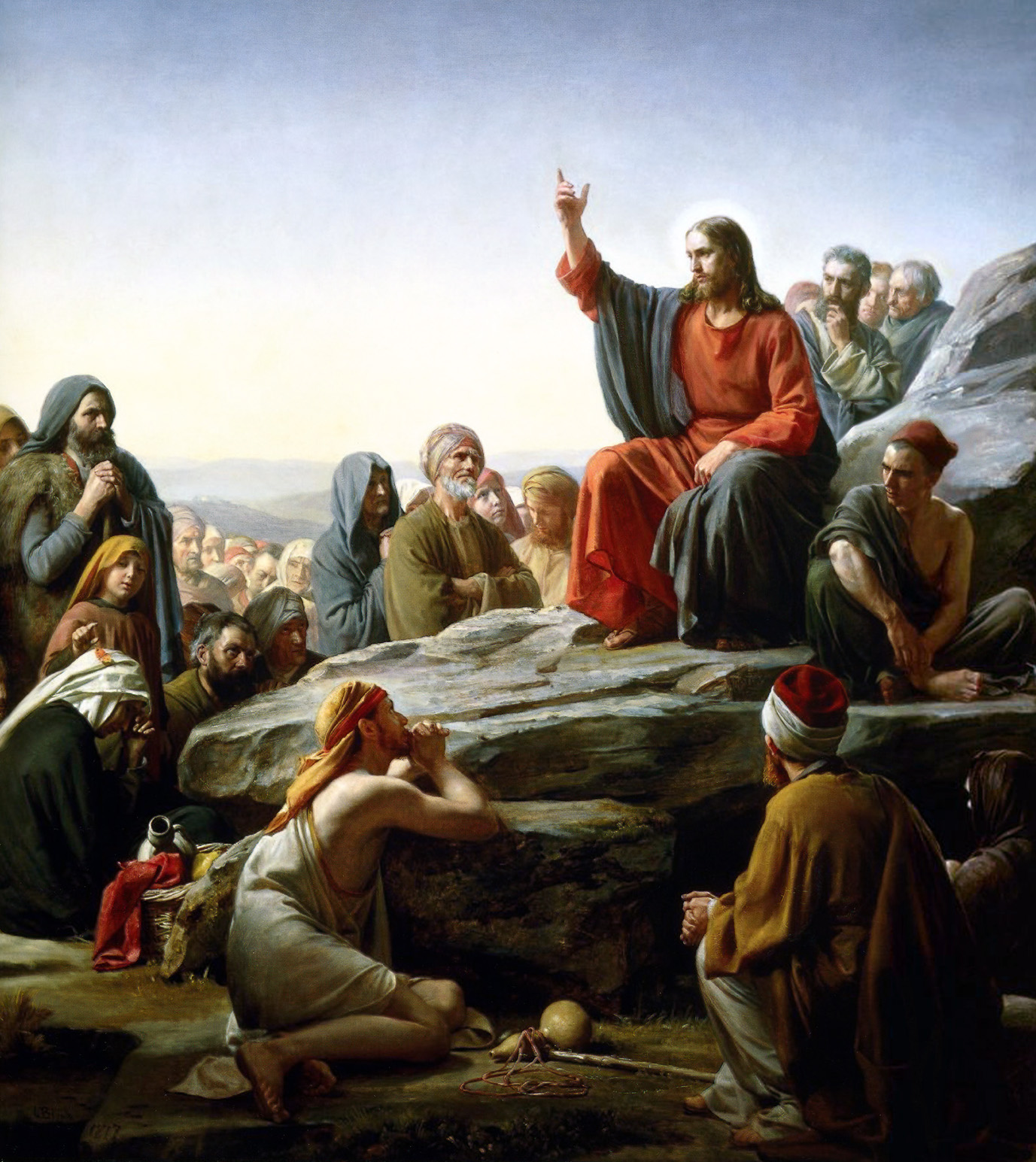
『山上の垂訓』（1877年作、カール・ハインリッヒ・ブロッホ）

荒野での試練の後イエスはガリラヤで宣教を開始する。また弟子になった者の中から12人の弟子を選び、彼らに特権を与えた。彼らは十二使徒と呼ばれる。
その後、イエスと弟子たち、また彼らを支える女性たちの活動は3年数か月に及ぶ。
- 山上の垂訓（至福の教えを含む） - マタイ 5:1、ルカ 6:20
- イエスの奇跡 - ルカ 5:4、ヨハネ 2:1、マルコ 4:35、マルコ 2:1、ヨハネ 11:1
- イエスのたとえ話 - ルカ 10:25、ルカ 11:5、ルカ 12:16、ルカ 12:35、ルカ 14:15、ルカ 15:4
- 12弟子を宣教に派遣する - マルコ 6:7、マタイ 10:1、ルカ 9:1
- 「あなたはメシアです」というペトロの信仰告白 - マルコ 8:27
- イエスの山上の変容 - マルコ 9:2
- イエスはベタニアでマリアから香油を注がれる - ヨハネ 12:1
- イエスが弟子たちの足を洗う - ヨハネ 13:4
- エルサレム入城 - マルコ 11:1、マタイ 21:1
  - 神殿から商人を追い出す - マルコ 11:15、マタイ 21:12、ルカ 19:45、ヨハネ 2:13
  - 祭司長、律法学者（英語版）、長老たち、サドカイ派との問答 - マルコ 11:27、マタイ 21:23、ルカ 20:1
  - 神殿の境内で姦通の女を石打ちの刑から救う - ヨハネ 8:1
- オリーブ山の説教 - マタイ 24:1

### 受難、死、復活、昇天

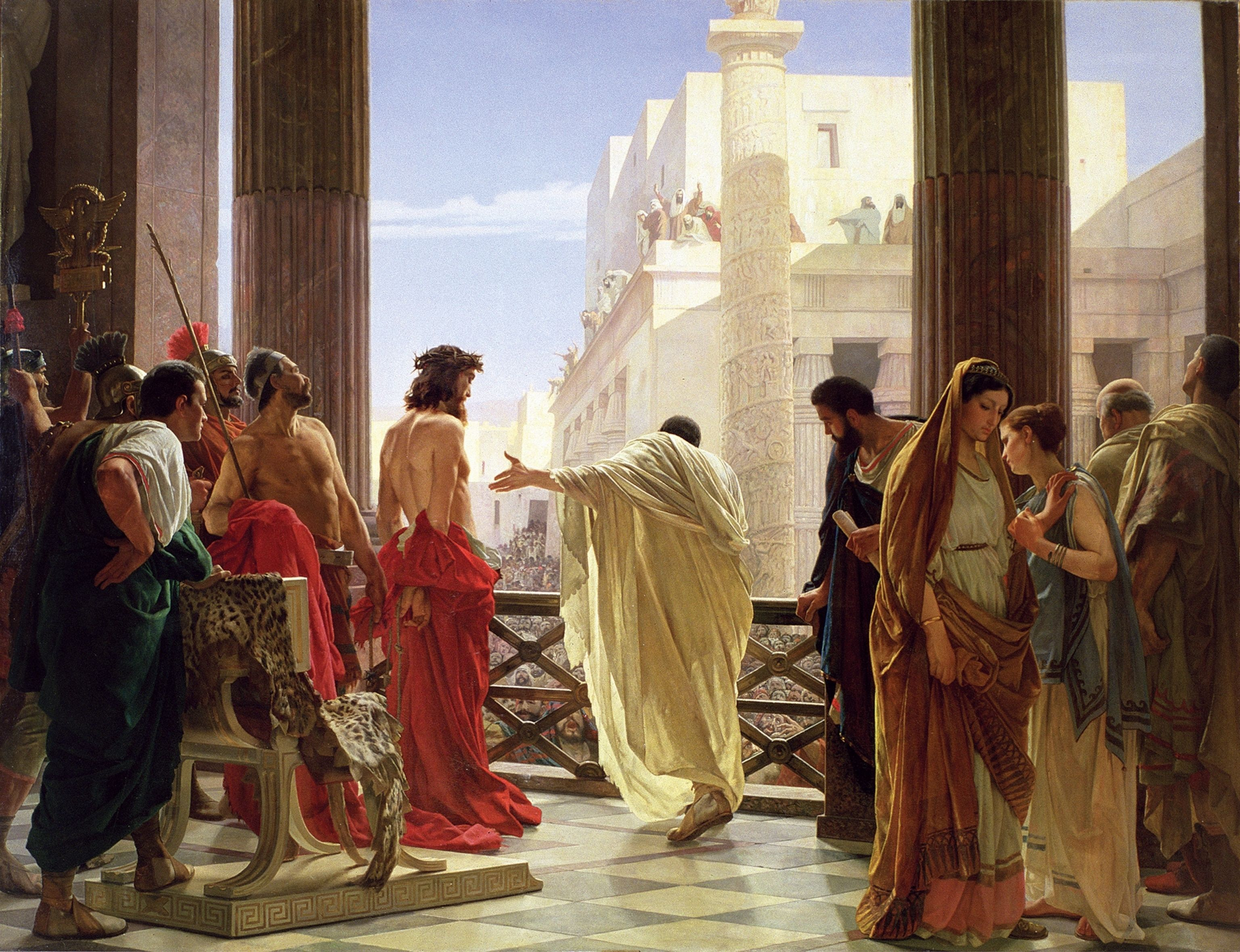
『この人を見よ (Ecce Homo)』（アントニオ・チゼリ）、エルサレムの人々にイエスを示すピラト

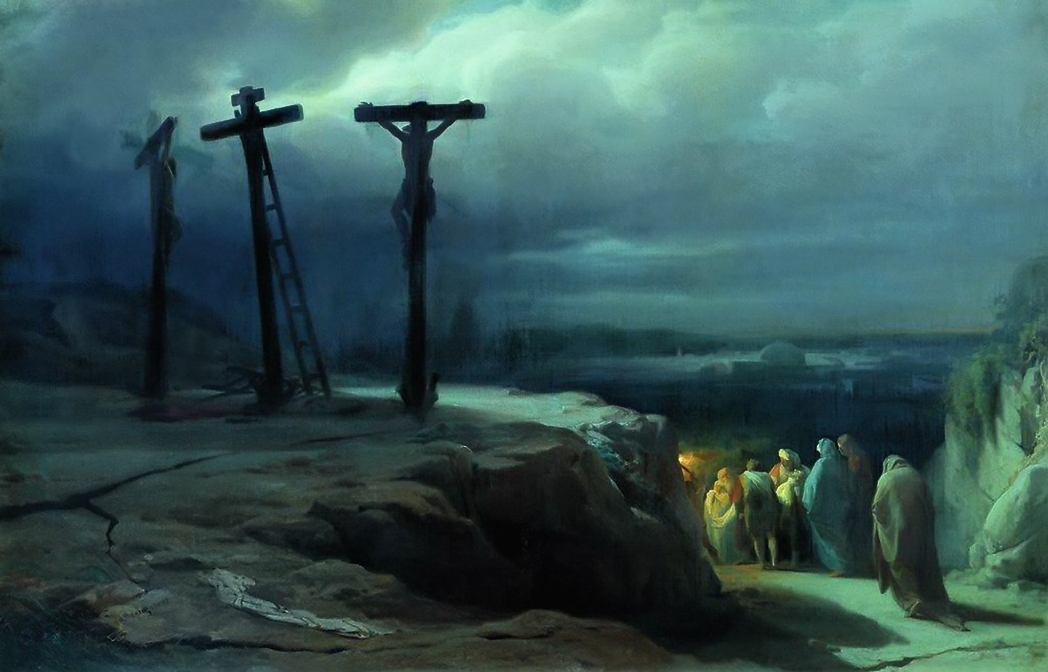
『ゴルゴファ（ゴルゴタの丘）の夕べ』（1869年作、ヴァシーリー・ヴェレシチャーギン）、ハリストス（キリスト）の埋葬準備の光景

（カーリエ博物館蔵）。キリスト（ハリストス）がアダムとイヴの手を取り、地獄から引き上げる情景。旧約の時代の人々にまでさかのぼって復活の生命が主であるハリストスによって人類に与えられたという『ハリストスの地獄降り』と呼ばれる正教会の伝承による。
- 過越の食事（最後の晩餐） - マルコ 14:12、マタイ 26:17
- ゲツセマネの祈り
- イエスの逮捕
- イエスの裁判 - マルコ 14:53、マタイ 26:57
- 十字架の道行き - マルコ 15:21

当時、指導者的地位にあった律法学者はイエスに対する妬みに駆られ、殺害計画を企てていた。そこで、自らをユダヤ人の王であると名乗り、また「神の子」あるいはメシアであると自称した罪を彼に被せ、衆議会の裁判にかけられたあと、ローマ総督府に引き渡されゴルゴタの丘で磔刑に処せられた。
その後、十字架から下ろされ墓に埋葬されたが、3日目に復活し、大勢の弟子たちの前に現れた。肉体をもった者として復活したと聖書の各所に記されている。
- 磔刑
- 十字架上のイエスの最後の7つの言葉
- イエスの墓 - マルコ 15:42、マタイ 27:57
- 復活 - マルコ 16:9、マタイ 28:9、ヨハネ 20:11
  - 弟子たちに福音の宣教を命じる - マルコ 16:15、マタイ 28:16

正教会、カトリック教会、プロテスタントなど多くの教派で、キリストの死者の中からの復活は、初期キリスト教時代からの教えの中心的内容とされており、多くの教派で復活祭は降誕祭（クリスマス）と同等か、もしくは降誕祭より大きな祭として祝われる。
- イエスの昇天 - マルコ 16:19、ルカ 24:50、使徒言行録 1:9

### キリストの再臨

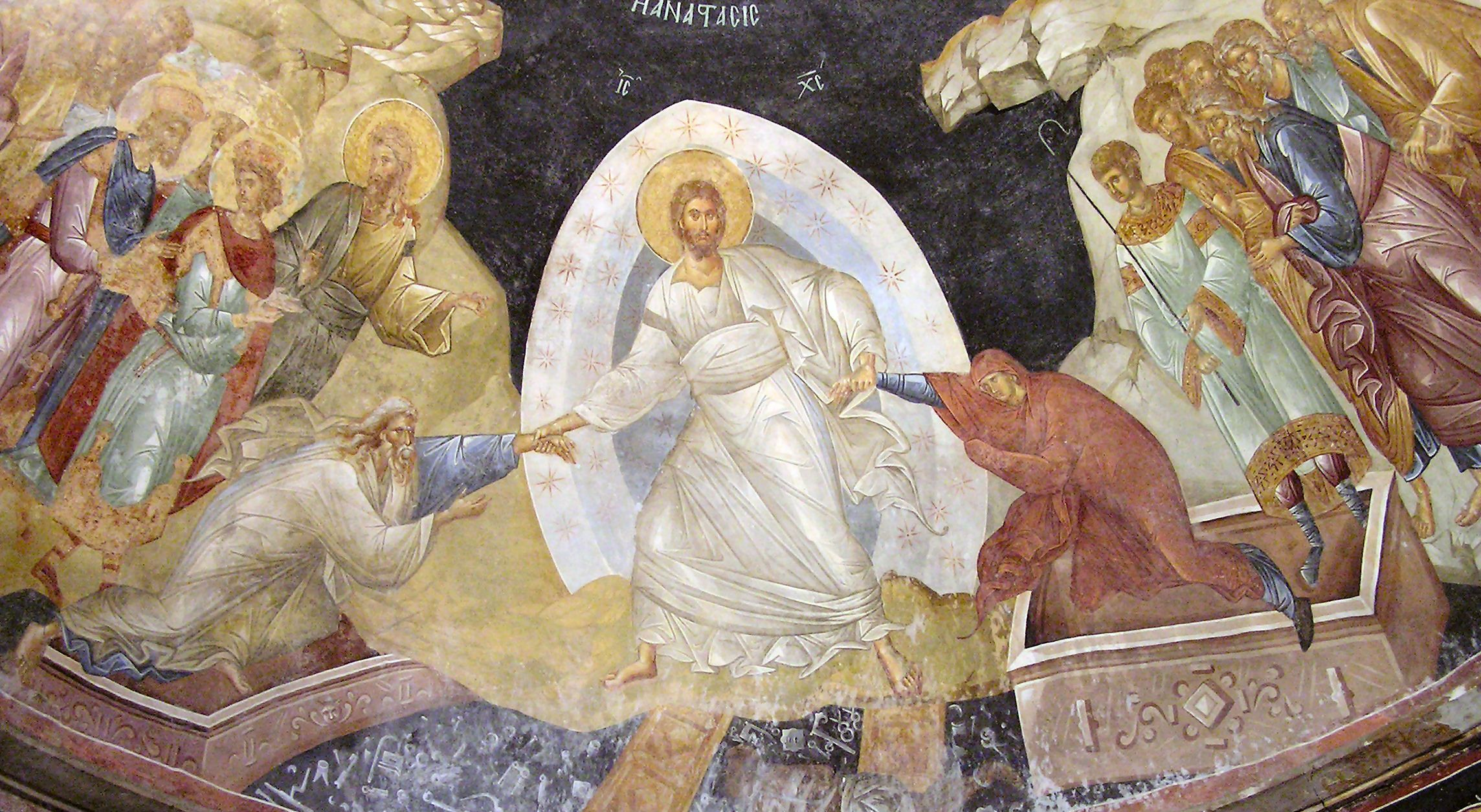
フレスコ画イコン『主の復活』

- 再臨 - イエスは自分が再臨する時について予告している。雲に乗って来ることになっている[注 8][39][40]。